# Маны
Ма́ны (лат. Di Manes, Manes «добрые, или светлые, души умерших») — у этрусков и древних римлян блаженные души (духи) умерших предков, почитавшиеся божествами (обоготворённые) и покровительствовавшие своему роду. Их культ был предусмотрен уже в законах XII таблиц.
Местопребывание манов считалось под землей; в связи с этим слово manes часто употреблялось вместо inferi (подземное царство). Как добрые духи, они назывались также dii propitii.
Служение манам со времён Нумы входило в обязанности понтифекса. В древние времена им приносились человеческие жертвы; позднее они заменились праздником мёртвых, Фералия, который справлялся ежегодно в феврале; кроме того, маны почитались ещё 23 мая, в праздник роз Розалия, и 23 марта, в праздник фиалок Violaria. Февральский праздник от 13 до 20 числа носил общее название dies parentales или parentalia — Паренталии.
Как обоготворённые души, маны были близки к ларам, ларвам и лемурам.

## Терминология
Слово manes — множественное число прилагательного manis (manus), которое в античные времена употреблялось вместо bonus; в позднейшей классической латыни это слово употреблялось обыкновенно с существительным dii, а также в словах mane sc. tempus — доброе время, то eсть утро, и immanis — недобрый, ужасный, чудовищный.
В связи с тем же именем стоят имена божеств Mana Genita, помогавшая при родах, и Cerus Manus (то есть creator bonus), упоминавшийся в песне салиев.

## Эпиграфика
С императорского времени на гробницах стали писать буквы D. M. или D. M. S. (то есть Dis Manibus или Dis Manibus Sacrum, дательный падеж от di manes), чем обозначалось отождествление покойного с его богом-хранителем. В последнем значении слово manes совпадало со словами Genius и Juno, которые, по занесённому с Востока обычаю, писались на надгробных плитах. На греческих памятниках писали: θεοίς δαίμοσι. В колумбариях ставились алтари для принесения жертв подземным богам.